# Gruzdžiai
Gruzdžiai is een plaats in het Litouwse district Šiauliai. De plaats telt 1747 inwoners (2001).